# Bohutice
Obec Bohutice (německy Bochtitz) se nachází v okrese Znojmo v Jihomoravském kraji. Žije zde 679 obyvatel. Bohutice leží na svahu a jsou obklopeny vinohrady. Kromě vína jsou známé také meruňkami, které se zde pěstují již mnoho let (dokonce zde byla vyšlechtěna odrůda známá jako Bohutická meruňka).

## Historie
První písemná zmínka o obci pochází z roku 1253 z jedné ze starých znojemských kronik. Vesnice je zde zmíněna prostřednictvím tehdejšího farního kostela Nanebevzetí Panny Marie, o který v té době pečoval farář Konrád z Bohutic. 
Na počátku 14. století patřilo toto místo jako součást Obramického panství k Vyšehradské kapitule poblíž Prahy, která ho spolu s patronátními právy v Olbramovicích a vesnicích Lisnice a Zelovice prodala Jindřichu z Lipé (Heinrich von Leipa) na zámku Krumlov v roce 1321. Jindřich z Lipé však Bohutice za nedlouhou dobu pozbyl.
V roku 1346 byl feudálním pánem Bohutic Mikeš z Kyjovic (Miksik von Geiwic), který je toho roku prodal zemskému komturu z Řádu německých rytířů pro Čechy a Moravu, Stiboru Pflugovi a faráři Berchtoldu z Hostěradic. Bohutice byly v držení řádu ještě v roce 1359, protože v té době hostěradický komtur Johann prodal ženskému klášteru v Dalešicích dědičné lenní právo na Bohuticích. Navíc se podle Bohutic později pojmenovala rytířská rodina, která byla původem z Našiměřic. V roce 1448 Racek von Zborowitz zaregistroval svá vlastnická práva na Bohuticích.

### Rod Kusých z Mukoděl
Jiří Kusý z Mukoděl (Georg Kussy von Mukodiel) vlastnil panství v letech 1491 až 1500. V roce 1535 prodal český maršál Jan z Lipé (Johann von Leipa) svůj podíl na Bohuticích spolu s vesnicí a statkem, stejně jako s vesnicemi Ledce, Zelovice a zpustlé obce Vlčí keř (Wlcikeř) a Zalekovice Janu Kusému z Mukoděl. Jeho syn Matěj Kusý následoval jej jako vlastník, kolem 1542. Tento Matěj Kusý pak v roce 1545 dovolil anabaptistům (česky: novokřtěncům) usadit se v Bohuticích. V roce 1560 získal vesnici do vlastnictví Štěpán Kusý z Mukoděl, který v svojí poslední vůlí z roku 1576 odkázal panství svému synovi Vilémovi. V únoru následujícího roku Štěpán Kusý zemřel ve věku 42 let. Jeho náhrobní deska se nachází v katolickém kostele v Moravském Krumově.
Po Vilémovi přišel Jan (zvaný Hanuš) Kusý z Mukoděl. Čtrnáctého dubna 1597 vyhnal anabaptisty (česky novokřtěnce) z jejich statku a zabavil jim majetek, ti se však po roce vrátili. Nástupce Jana Kusého Vilém Kusý byl vůči nekatolíkům shovívavější a roku 1615 nechal pro své nekatolické poddané vybudovat za vsí evangelický kostel Všem Andělům v místech, kde později stála hájenka. Vilém Kusý z Mukoděl i jeho bratr Štěpán se tři roky poté účastnili protihabsburského stavovského povstání a proto byla 1. srpna 1619 obec zcela vypálena žoldáky generála Jindřicha Duvala Dampierra, majetek jim byl císařem Ferdinandem II. konfiskován a na konci roku 1620 byl jako správce Bohutic stanoven císařský poručík Michael von Althan.
V té době v Bohuticích zemřel Posel Slova z roku 1610, Konrad Blösi, dne 26. srpna 1621.[ujasnit] Patého ledna 1622 byla vesnice vypleněna a dům anabaptistů (novokřtěnců) zapálen, anabaptisté byli nakonec vyhnáni.

### Znojemští jezuité
V září 1627 daroval císař Ferdinand II. vesnici Bohutice s malým zámkem a k tomu také vesnice Zelovice, Vedrovice, Zábrdovice a Vlčí keř jezuitské koleji ve Znojmě.
Od roku 1657 byl dřívější evangelický kostel za vesnicí zanedbáván a nebyl využíván. V roce 1663 dala jezuitská kolej opravit kostelík na kopci za hřbitovem, aby se zde od roku 1664 konaly svaté mše. Desátého března 1673 přikoupili jezuité vesnici Babice od potomků brněnského královského soudce Georga Schillinga za 4075 rýnských florinů.
V roce 1709 vznesl farář z Olbramovic nárok na bohutický kostel. Olomoucký biskup však ponechal Bohutice v majetku jezuitské koleje. Po zrušení jezuitského řádu 21. července 1773 byl kostel odsvěcen. Místo něho byla postavena hřbitovní kaple. Na místě kostela byly postaveny větrné mlýny, které však byly prodány a zbořeny v roce 1850, stalo se tak kvůli častým škodám způsobeným bouřemi.

### 19. století
Obec byla po zrušení jezuitského řádu dána do správy státem vlastněného Studijního Fondu. V roce 1785 byla v obci založena škola a čtyři roky poté 15. října 1789 c. a k. Moravskoslezská státní komise pro prodej státních majetků dala Bohutice k dispozici Janu Topolanskému za roční dědičný pronájem 7508 florinů.
Po Topolanského smrti 16. června 1792 se jeho vdova Theresia provdala za Václava Petříčka. V roce 1803 už v Bohuticích stál pivovar a továrna na textil. Bohutické panství si Petříček ponechal i po smrti Theresie 31. prosince 1804, poté co se vyrovnal s ostatními dědici a 15. července 1805 se stal jediným majitelem bohutického zámku. V roce 1807 je doloženo, že místní školu navštěvovalo 70 dětí.
Po smrti Václava Petříčka 22. června 1825 zdědila vesnici jeho dcera Aloisie Petříčková. Ta se později provdala za správce svého majetku Josefa Seydela. V letech 1840 až 1850 se v Bohuticích těžilo hnědé uhlí. Ročně se vytěžilo na 10 000 tun hnědého uhlí. V roce 1843 měly Bohutice 576 obyvatel. V roce 1850 byl otevřen lom na kámen zvaný Císařská skála.
26. července 1856 vypukl v Bohuticích velký požár, který zničil 17 domů a 15 stodol s obilím. V 60. letech 19. století se obec stala samosprávnou a jejím prvním starostou se stal Josef Seydel. V roce 1864 začal Josef Seydel v Bohuticích stavět nový kostel Nanebevzetí Panny Marie. Dne 3. prosince 1866 byla finanční prokuraturou potvrzena Aloisia Seydel jako zákonná majitelka Bohutic. Manželskou smlouvou ze dne 14. prosince 1869 získal Josef Seydel polovinu majetku Bohutic. V roce 1868 získaly Bohutice napojení na železnici a rok poté byl nový kostel dostavěn.
V roce 1876 byla založena školní knihovna Josefem Seydelem, který jí věnoval 76 knih. Josef Seydel zemřel dva roky poté a jeho panství bylo oceněno na 82 792 rýnských guldenů. 1/6 vlastnictví obce Bohutice připadlo Heinrichovi Seydelovi, 2/6 Karlovi Seydelovi, 1/6 Rosalii Seydelové, 1/6 Marii Obsiegerové a 1/6 Henriette Mauerové. V roce 1882 dostala vesnická škola druhou učebnu a byl přidán učitelský byt. V roce 1889 byl založen dobrovolný hasičský sbor.

### 20. století
V roce 1906 byla základní škola rozšířena o další učebnu a rok poté byla otevřena nová budova školy. V roce 1909 Anna Seydelová koupila 5 podílů na vlastnictví panství, Rosalia Seydelová si svůj podíl ponechala. Obě sestry byly tedy spolumajitelkami panství. V roce 1910 byl založen tělocvičný spolek Sokol. V roce 1912 byla zahájena elektrifikace Bohutic, projekt byl však přerušen kvůli první světové válce. V letech 1914 až 1918 zemřelo v první světové válce 24 občanů Bohutic, památník padlých v první světové válce se nachází před kostelem.
Místní Sokol získal po třinácti letech existence v obci vlastní tělocvičnu, která byla otevřena 8. července 1923. Dva roky poté, 23. srpna 1925, byla otevřena tělocvična spolku Orel. V roce 1927 zahájil farář Prášek stavbu lurdské jeskyně a poutního areálu. Na silvestra roku 1928 bylo ve vesnici spuštěno elektrické osvětlení. V roce 1930 objednal farář Prášek u Bohumila Beka v Kutné Hoře 54 soch křížové cesty, poslední socha pro poutní areál byla dodána v roce 1937. 25. června 1935 byl v obci vysvěcen nový evangelický kostel.
Posledním majitelem zámku v Bohuticích byl Hans Seydel-Neuschel. Přijat za syna Annou Seydelovou a narozen v Novém Přerově (Neu Prerau) poblíž Mikulova na rakouské hranici, Hans Neuschel přijal příjmení své nevlastní matky. Během protektorátu byl správcem vesnice. Jako sudetský Němec byl po roce 1945 vyhnán ze svého majetku.
Po druhé světové válce byl v roce 1946 založen fotbalový klub FC Bohutice. Během vlády komunistické strany byla původní tělocvična Orlů předělána na kino. V roce 1954 byla postavena vodní nádrž hasičů, která měla v případě požáru v obci poskytnout místním dobrovolným hasičům hasicí vodu. Tato vodní nádrž byla roky používána jako venkovní bazén s jediným omezením, že voda mohla být obnovena pouze jednou za letní sezónou. Vodní nádrž byla v hlavní sezóně vždy zelená, takže na konci srpna již nebylo možné se v ní koupat. 1. března 1957 bylo založeno místní JZD.
V roce 1965 byla zřízena dešťová kanalizace, dešťová voda vedená touto kanalizací stékala na pole pod vesnicí. Zásobování vodou pro všechny domy bylo vybudováno v roce 1973. Rok poté byla kompletně zrekonstruována a rozšířena Sokolovna. V roce 1993 dostala obec první dodávku plynu.

### 21. století
V roce 2007 se křížová cesta vrátila do vesnice, do té doby byly sochy křížové cesty skladovány v garáži. V letech 2007 až 2010 byly zámecké sklepy renovovány. V roce 2008 byly zrekonstruovány a modernizovány klubovny FC Bohutice. V letech 2008 až 2011 probíhaly opravy barokních pískovcových soch.
Zároveň s tím byla roce 2009 zahájena obnova křížové cesty, ve stejném roce byla dokončena restaurace 2/3 soch. Ve stejném roce byl také zrenovován kostel Nanebevzetí Panny Marie. V roce 2011 byla otevřena výstava Bohutická křížová cesta, která se nachází v horním patře zámku, byla zrenovována lurdská jeskyně a otevřena naučná stezka Antonína Práška.
V roce 2013 byl hasičský bazén přeměněn na biotopní rybník se zónou klidu a z historických důvodů byl nazván Obůrka. V roce 2014 byl zrekonstruován a zateplen klubový dům Sokola. V roce 2015 byla uvedena do provozu kanalizace a komunální čistírna odpadních vod, jedná se o společný projekt obcí Bohutice, Olbramovice a Branišovice.

## Doprava
Severně od vesnice vede silnice II/396 a podél západního okraje vsi vede železniční trať Brno – Hrušovany nad Jevišovkou-Šanov se zastávkou Bohutice.

## Pamětihodnosti
- Zámek Bohutice s expozicí soch Křížové cesty
- Kostel Nanebevzetí Panny Marie
- Evangelická modlitebna
- Kaple svatého Michala
- Poutní areál Panny Marie Lurdské
- Socha svatého Jana Nepomuckého na návsi
- Socha svatého Václava, v lese
- Sloup se sochou Archanděla Michaela na návrší
- Socha svatého Floriana na vrcholu kašny na zámeckém nádvoří

## Galerie

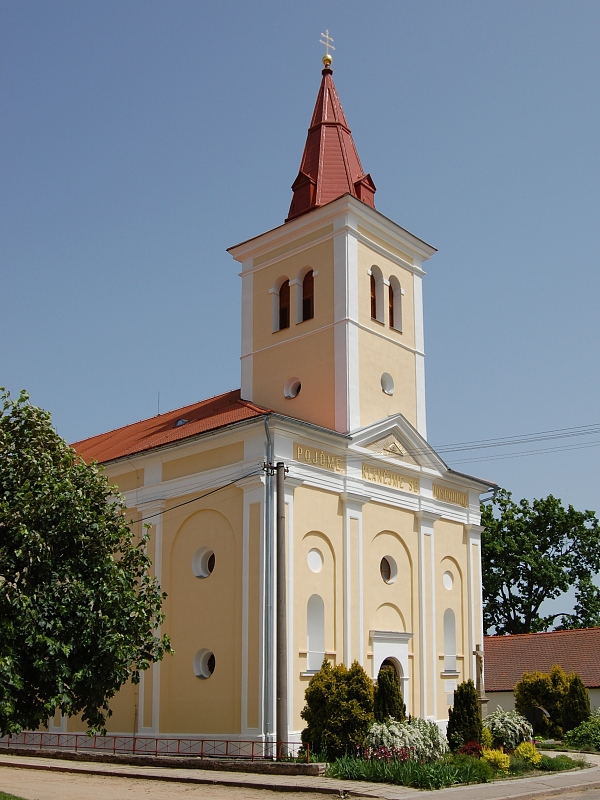
Kostel Nanebevzetí Panny Marie
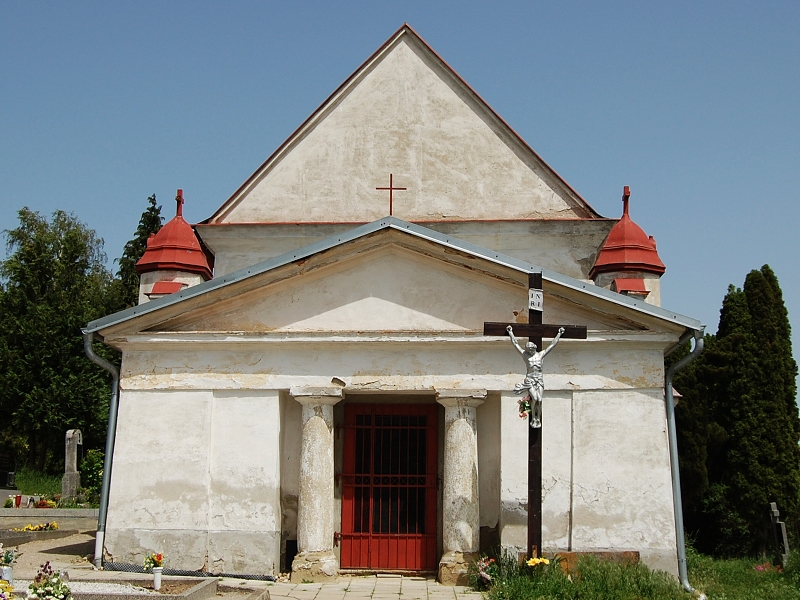
Kaple svatého Michala
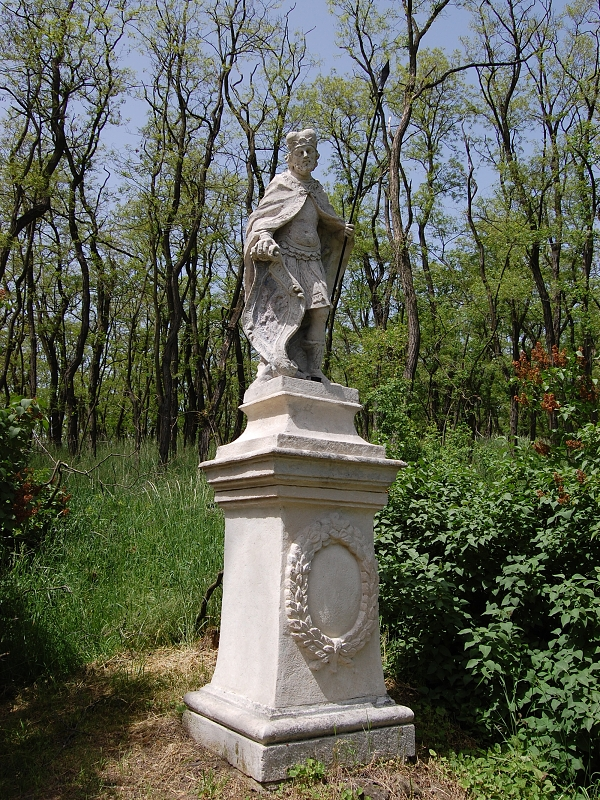
Socha svatého Václava
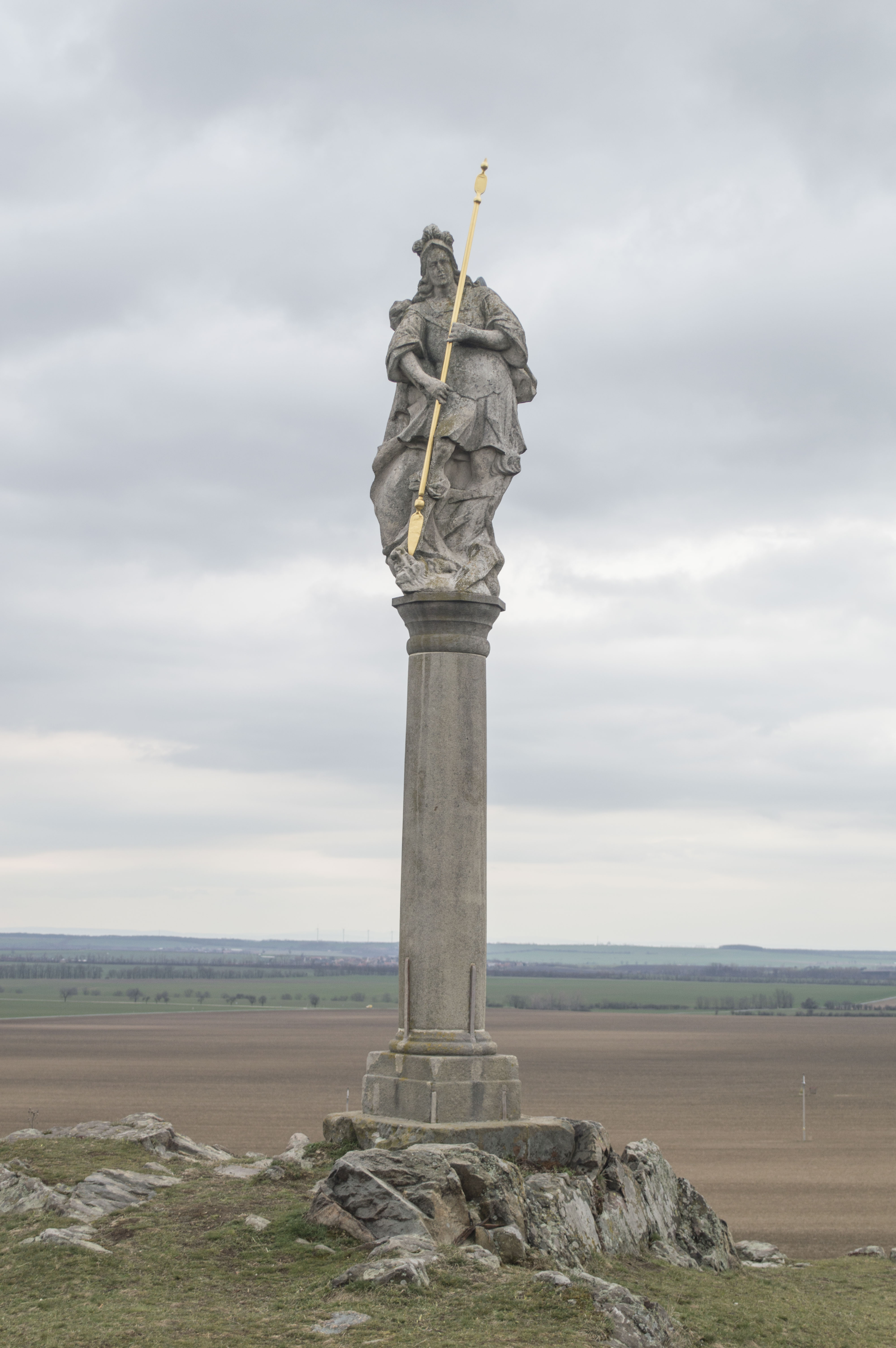
Socha archanděla Michaela
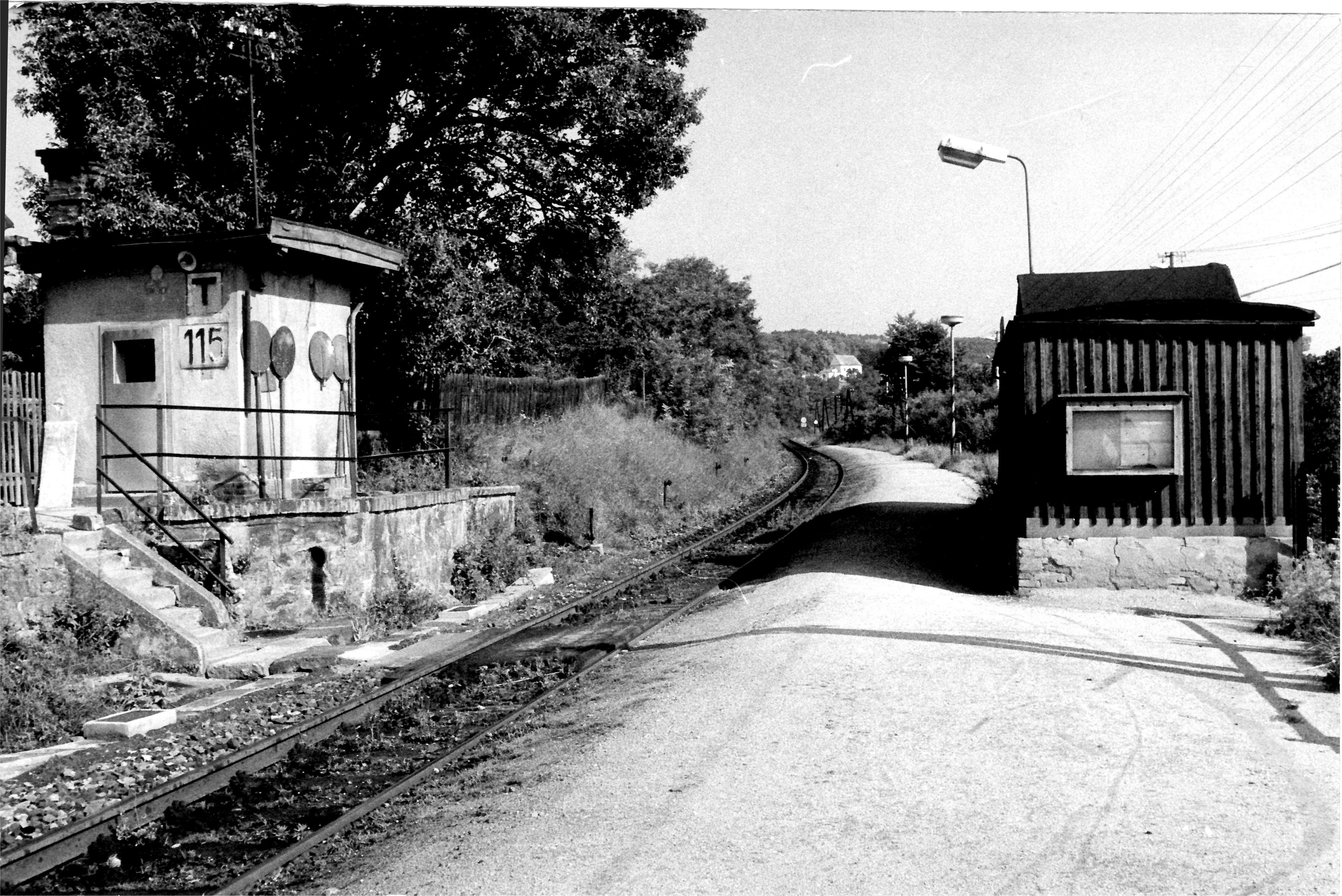
Bohutice, stará zastávka
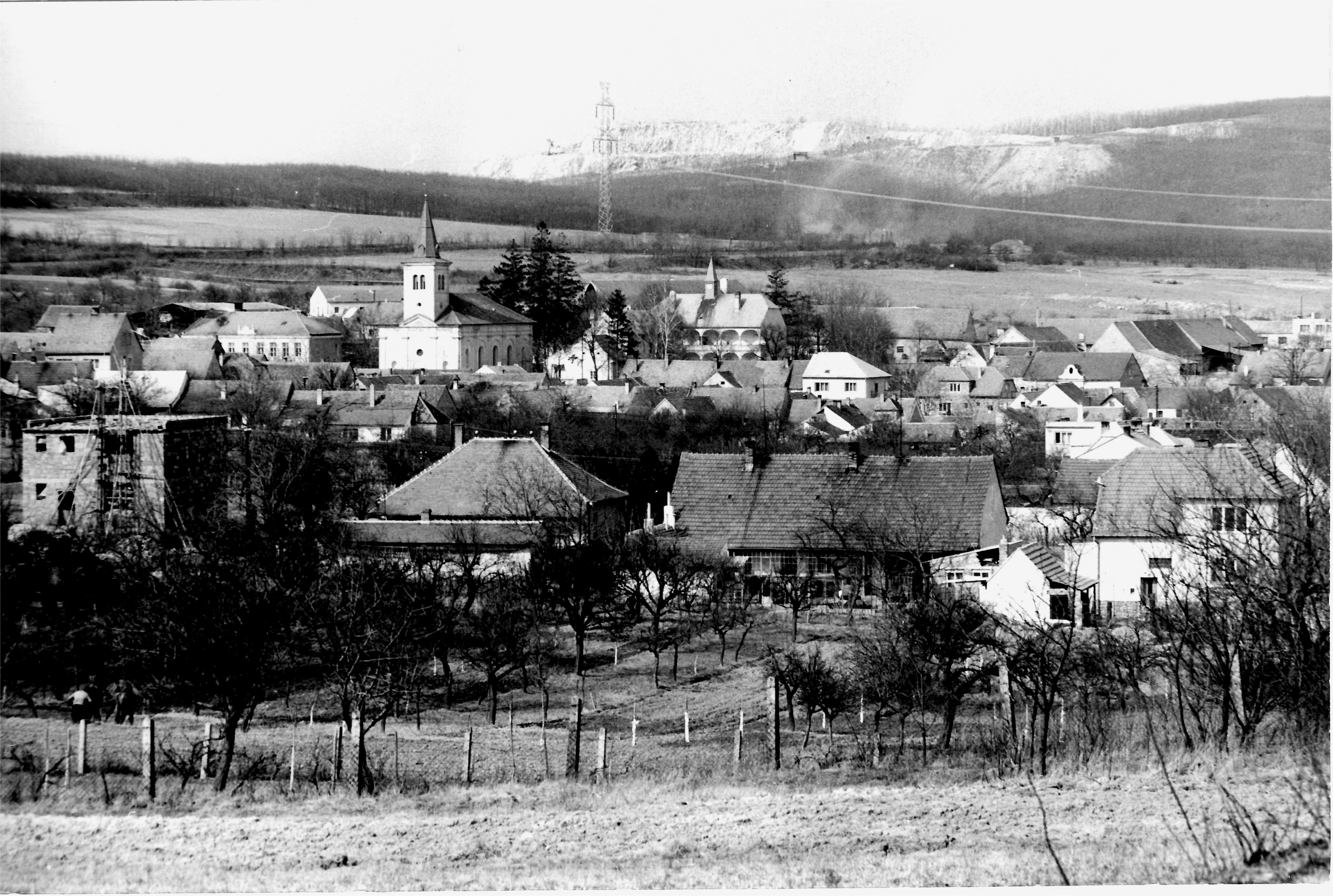
Pohled na Leskoun v 70. letech 20. století
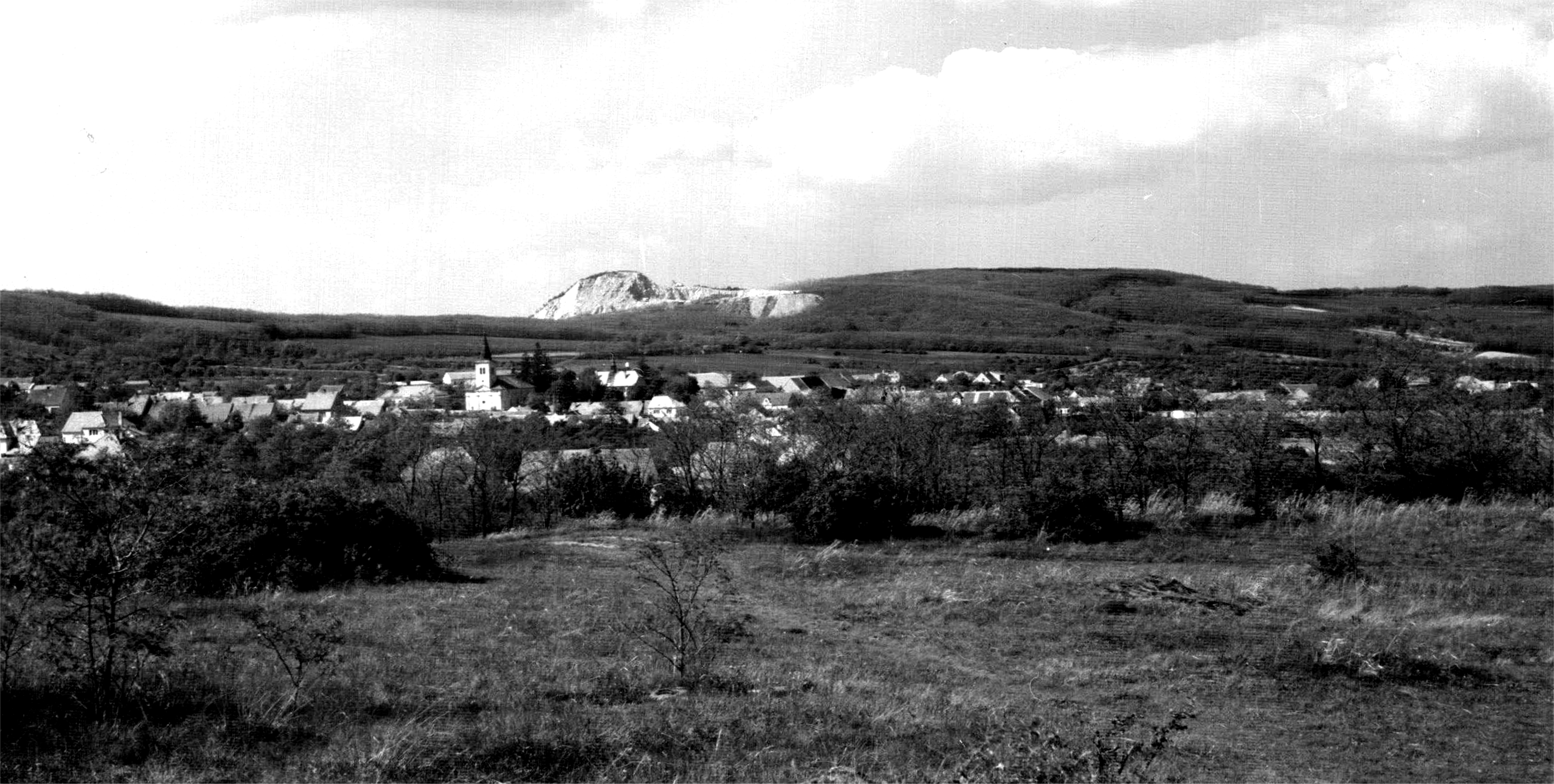
Bohutice, pohled z Michálku s Leskounem v pozadí, květen 1973